# Crataegus rubribracteolata
Crataegus rubribracteolata — вид квіткових рослин із родини трояндових (Rosaceae).

## Біоморфологічна характеристика
Це кущ 20–30 дм заввишки, багатостовбуровий у відкритому місці, широкий у тіні. Молоді гілочки притиснено запушені, 1-річні середньо-коричневі, 2-річні темно-червоно-коричневі, старші сірі або темно-сірі; колючки на гілочках зазвичай численні, прямі або злегка вигнуті, однорічні темно-чорнувато-коричневі, ± міцні, 3.5–5.5 см. Листки: ніжки листків 30–35% від довжини пластини, густо запушені у верхній борозні, ± сидячо-залозисті; пластини від ± яйцюватих до кутасто-яйцюваті, 4–7 см, ± тонкі, основа від клиноподібної до широко клиноподібної, часток по (4 або) 5 або 6 з боків, верхівки часток від гострих до загострених, краї з правильними гострими зубцями, часто гоструваті зрілими, верхівка від гострих до загострених, нижня поверхня гола, за винятком рідкісних волосків уздовж середньої жилки проксимально, верх ± густо шершаво запушений молодим. Суцвіття (6)8–12-квіткові. Квітки 12–15 мм у діаметрі; чашолистки зеленуваті чи блідо-зелені, трикутні, 3–5 мм; тичинок 10; пиляки кольору слонової кістки чи кремові. Яблук 3–10 у ± компактних супліддях, червоні молодими, стають яскраво червоними чи оранжево червоними, від ± еліпсоїдних до майже кулястих, 9–13 мм у діаметрі, від густо до, іноді, рідко запушені. Період цвітіння: кінець травня; період плодоношення: серпень і вересень.

## Ареал
Ендемік півдня Канади (Альберта, Саскачеван).
Населяє зарості й, іноді, легку тінь осик; на висотах 700–1100 метрів.